# Боливарианские АЛБА игры 2023
5-е Боливарианские АЛБА игры (исп. 2023 Juegos del ALBA Bicentenario) прошли с 21 по 29 апреля 2023 года в Венесуэле. Это международное мульти-спортивное соревнование высокого уровня, организованное социалистическим альянсом стран АЛБА.
В них приняли участие более 3500 спортсмены из 11 стран, которые соревновались в 35 видах спорта. В них также приняли участие 48 спортсменов из России, — приглашённой страны-гостя соревнований, которые в итоге завоевали 70 медалей: 36 золотых, 24 серебряных и 10 бронзовых.

## Участники
В скобках — количество спортсменов, принимавших участие в играх от данной страны.

| - Антигуа и Барбуда - Боливия (157) - Куба (368) - Доминика - Гренада - Никарагуа (134) | - Сент-Китс и Невис - Сент-Люсия - Сент-Винсент и Гренадины - Россия (48) - Венесуэла (806) |

## Виды спорта
В скобках — число золотых медалей, разыгранных в данном виде спорта.

| - Бадминтон - Баскская пелота - Боевые искусства: - Бокс - Борьба - Дзюдо - Карате - Тхэквондо - Велосипедный спорт: - Велосипедный мотокросс - Горный велоспорт - Шоссейный велоспорт - Трековый велоспорт | - Водные виды спорта - Плавание - Прыжки в воду - Гребной спорт - Академическая гребля - Гребля на каноэ - Гимнастика: - Спортивная гимнастика - Художественная гимнастика - Лёгкая атлетика - Пляжный волейбол - Ракетбол | - Стрелковый спорт - Стрельба из лука - Теннис - Настольный теннис - Триатлон - Тяжёлая атлетика - Фехтование - Командные виды спорта - Баскетбол - Бейсбол - Водное поло - Волейбол - Гандбол - Софтбол - Футбол |

## Медальный зачёт
Фиолетовым цветом выделена страна, где проходили игры. В таблице приведены итоги игр:
  *   Принимающая страна (Венесуэла)
| Место           | Страна                   | Золото | Серебро | Бронза | Всего |
| --------------- | ------------------------ | ------ | ------- | ------ | ----- |
| 1               | Венесуэла*               | 255    | 254     | 226    | 735   |
| 2               | Куба                     | 76     | 65      | 53     | 194   |
| 3               | Россия                   | 36     | 24      | 10     | 70    |
| 4               | Никарагуа                | 7      | 25      | 113    | 145   |
| 5               | Боливия                  | 6      | 5       | 8      | 19    |
| 6               | Доминика                 | 2      | 2       | 5      | 9     |
| 7               | Сент-Винсент и Гренадины | 1      | 0       | 4      | 5     |
| 8               | Сент-Китс и Невис        | 0      | 1       | 2      | 3     |
| 9               | Антигуа и Барбуда        | 0      | 1       | 0      | 1     |
| 10              | Гренада                  | 0      | 0       | 0      | 0     |
| 10              | Сент-Люсия               | 0      | 0       | 0      | 0     |
| Всего стран: 11 | Всего стран: 11          | 383    | 377     | 421    | 1181  |